# ترویچی اوکامورا
ترویچی اوکامورا (انگلیسی: Teruichi Okamura؛ زادهٔ ۲۷ مهٔ ۱۹۴۸) ژیمناست هنری اهل ژاپن است.